# 楊荘駅 (南京市)
楊荘駅（ようそうえき）は、中華人民共和国江蘇省南京市秦淮区石楊路と双麒路交差点の西側にある、南京地下鉄の駅である。10号線と12号線が乗り入れ、両路線の接続駅となっている。

## 駅名
駅名については、事業着手当初は南京地下鉄集団は「楊荘駅」の仮称を用いており、2021年11月30日に「楊荘駅」を駅名として第一次公示され、2021年12月22日に駅名が「楊荘駅」に決定したことが発表された。

## 隣の駅
南京地下鉄
■10号線
石楊路駅- 楊荘駅 - 高橋門駅
■13号線
- 楊荘駅 -